# 雷丘
雷丘（いかづちのおか）は、奈良県高市郡明日香村大字雷にある標高110mほどの丘。「大君は神にしませば天雲の雷の上に庵りせるかも」という柿本人麻呂の句が残っている。

## 小墾田宮
小墾田宮（おはりだのみや）は、飛鳥時代の推古朝および奈良時代の淳仁朝・称徳朝の宮殿。「小治田宮」とも書く。近年の発掘調査で、雷丘とその周辺にあった可能性が高いとされている。

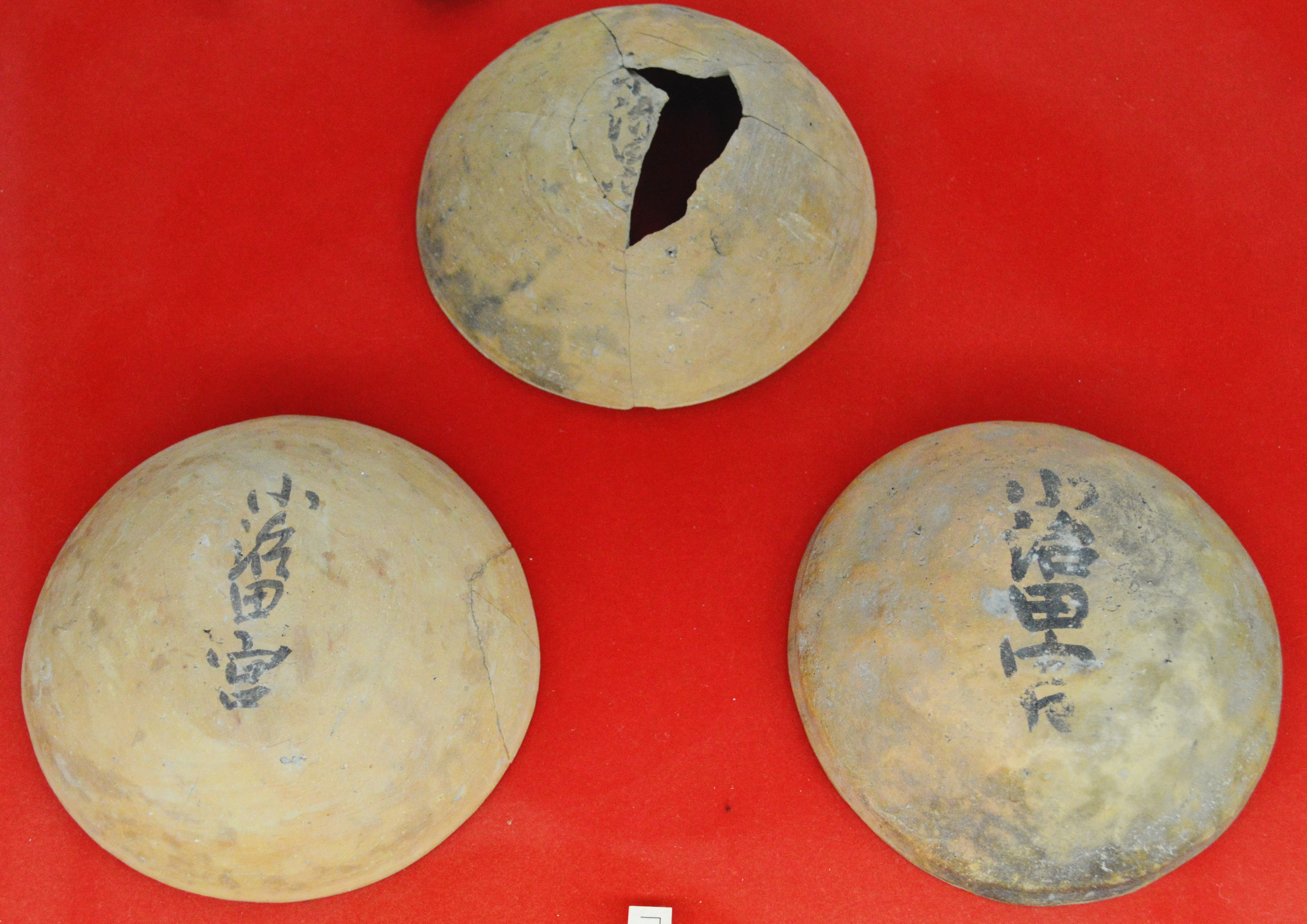
雷丘東方遺跡出土 「小治田宮」墨書銘土器 明日香村埋蔵文化財展示室展示。
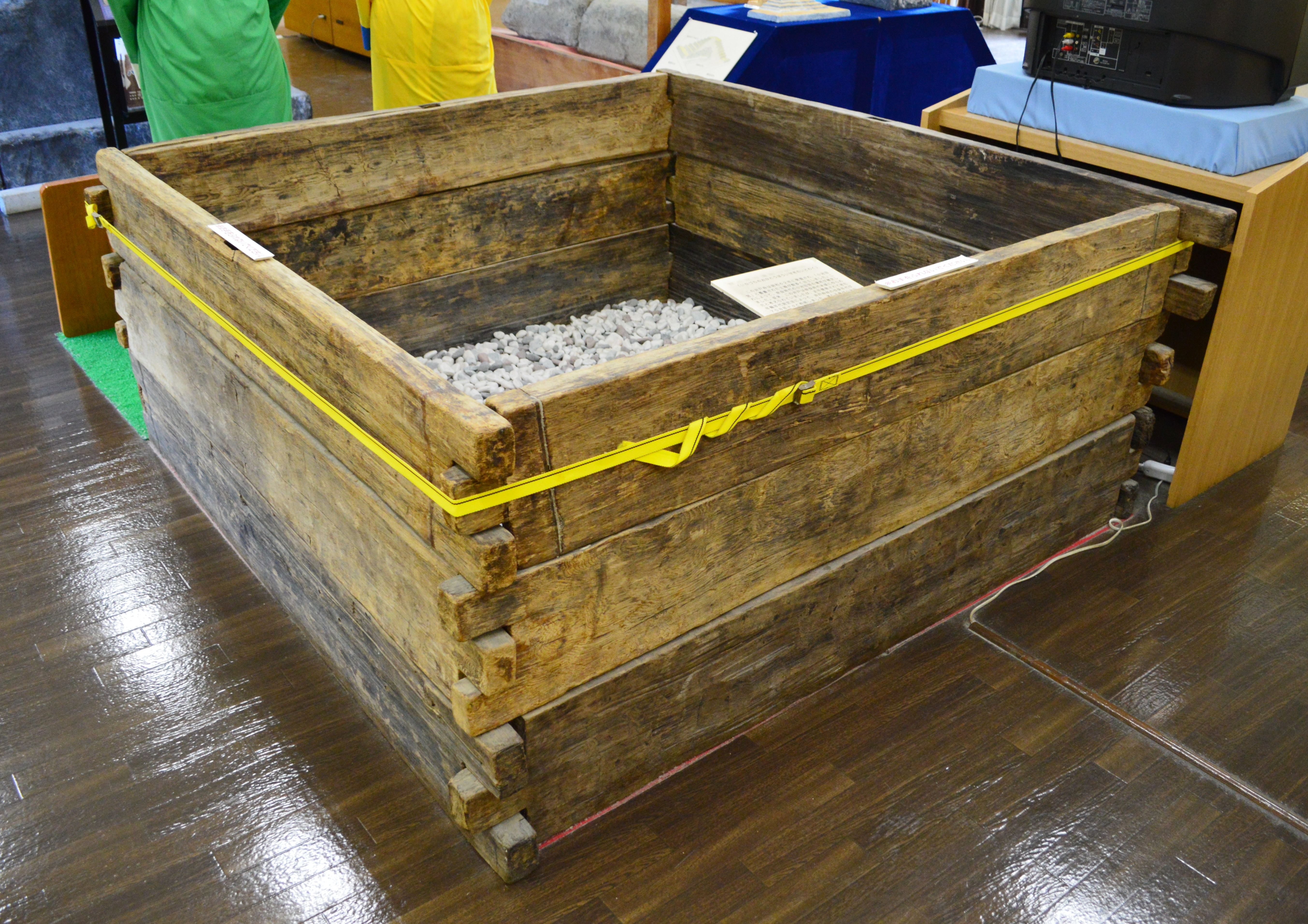
雷丘東方遺跡出土 井戸枠 明日香村埋蔵文化財展示室展示。

## 雷城

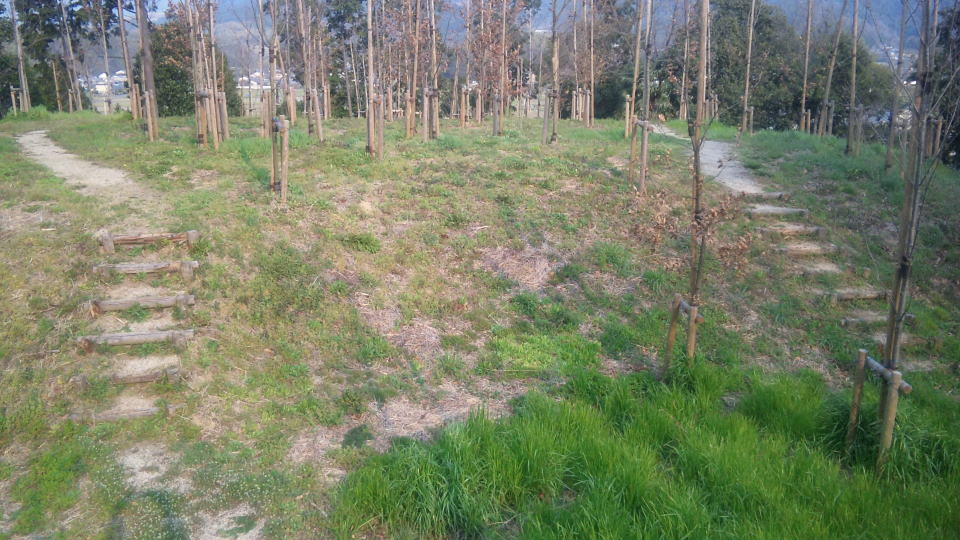
雷城の空堀跡

築城時期や築城者は不明だが中世の城郭と見られる跡が残っている。丘の中央に主郭、南と東に一段下げた曲輪、空堀を挟んで西側に曲輪、更に西に一段下げた曲輪、北に空堀から続く曲輪が置かれていた。飛鳥時代までの遺構はこの頃に破壊されたと推測されている。

## 発掘
2005年（平成17年）11月、発掘で埴輪の欠片などが見つかり小子部栖軽（ちいさこべのすがる）の古墳墓である可能性や雷神伝説（後述）との関連をうかがわせた。
雷山の東南麓は飛鳥時代から奈良時代の遺跡が数多く残り、現在も発掘調査が続けられている。

## 伝説
『日本霊異記』（上巻巻頭）と『日本書紀』に雷丘に関連する伝承が記されている。
雄略天皇が后と寝ている寝所へ、家臣の少子部栖軽（ちいさこべのすがる）が気付かずに入ってしまい、天皇に「雷神を捕らえてこい」と命じられる。栖軽は豊浦寺と飯岡の間にある丘に落ちていた雷神を連れ帰り天皇に献上するも、天皇は光り輝く雷神に恐れをなし「落ちていた所へかえしてこい」と命じる。この雷神が落ちていた所を雷岡（雷丘）という。
数年後、小子部栖軽が亡くなると雄略天皇は彼の忠義を讃え、この丘に「取雷栖軽之墓」（雷神を捕らえた栖軽の墓）と墓標を建てる。これに雷神が腹を立て墓標を踏み潰すが、その割れ目に足を取られ抜けなくなってしまう。天皇は雷神を逃がし「生之死之捕雷栖軽之墓」（生前も死後も雷神を捕らえた栖軽の墓）と墓標を建て直した。

## 周辺
- 雷ギヲン城址 - 雷丘の北200mほどに位置する瓢箪山の上に位置する城跡。築城跡があるが築城者、築造年ともに不詳。
- ギョ山
- 雷丘北方遺跡
- 雷丘東方遺跡
- 雷内畑遺跡
- 甘樫丘
- 水落遺跡
- 石神遺跡
- 小墾田宮
- 豊浦寺遺跡 - 豊浦宮、向原寺
- 飛鳥寺
- 飛鳥板蓋宮 - 岡本宮

## 交通
- 奈良交通バス「飛鳥」または「豊浦」下車、徒歩5分。